# آرایش مرگ
آرایش مرگ فیلمی به کارگردانی و نویسندگی افشین شرکت محصول سال ۱۳۷۳ است.

## خلاصه داستان
به دستور ساواک، ذوالفقاری مأمور می‌شود به همراه زیردستانش به روستایی که اهالی اش پاسگاه آنجا را خلع سلاح کرده‌اند، هجوم ببرد و سلاح‌ها را به پاسگاه بازگرداند...

## بازیگران
- گلچهره سجادیه
- مجید مظفری
- محمود پاک‌نیت
- کامران باختر
- وحید شیخ‌زاده
- رسول اسلامی‌وند
- شاهین شاهین زاده
- ملیکا شریفی نیا
- اسماعیل گرامی
- حمید صفایی
- کیانوش گرامی
- عباس مختاری
- وحید ذوالفقاری
- اکبر غلامی
- محمدصادق بیات